# Теракт в Момбасе (2002)
Теракт в Момбасе — террористический акт, совершенный 28 ноября 2002 года в Момбасе, Кения, против принадлежащего Израилю отеля и самолета, принадлежащего авиакомпании Arkia. Внедорожник врезался в ограждение возле отеля «Paradise Hotel» и взорвался, в результате чего 13 человек погибли и 80 получили ранения. В то же время нападавшие выпустили две ракеты класса «земля-воздух» по израильскому чартерному самолету. Paradise Hotel был единственным израильским отелем в районе Момбасы. Считалось, что теракты были организованы боевиками «Аль-Каиды» из Сомали в попытке навредить израильской туристической индустрии на африканском континенте. Было много предположений о том, кто является преступником, но полный список подозреваемых не был установлен. Это нападение стало второй террористической акцией «Аль-Каиды» в Кении после взрыва посольства США в Найроби в 1998 году . После нападения Совет Безопасности ООН и другие страны осудили теракт.

## Атака

### Взрыв в отеле
Трое мужчин на внедорожнике подъехали к воротам отеля «Парадиз» и были допрошены охранниками. Один из мужчин выпрыгнул из машины и взорвал жилет со взрывчаткой, который был на нем. Двое других мужчин заехали на барьер, врезались в главный вход отеля, и взорвали бомбу, которая была у них во внедорожнике. Взрыв произошел накануне Хануки, сразу после того, как около 60 израильских туристов заселились в отель. Тринадцать человек погибли и 80 получили ранения. В результате нападения погибли десять кенийцев и трое израильтян, двое из них дети. Девять жертв были танцовщицами, которых наняли для встречи гостей отеля. В ходе ночной спасательной операции четыре израильских военных самолета «Геркулес» были отправлены в Момбасу для эвакуации погибших и раненых.

### Атака на самолет

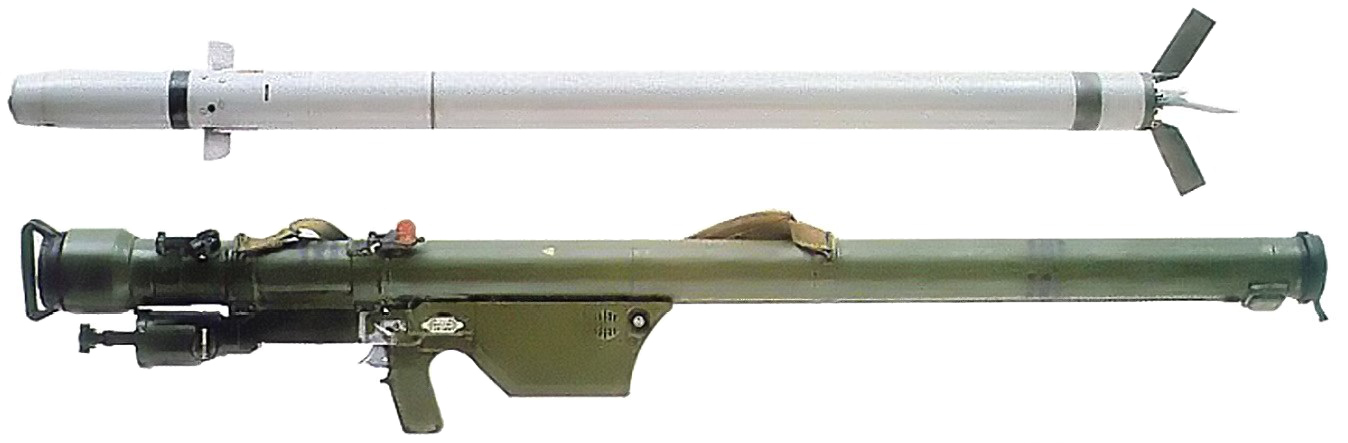
Две ракеты "Стрела-2" были выпущены во время взлета, но не попали в самолет.

Почти одновременно с атакой на отель две ракеты класса «земля-воздух» «Стрела-2», запускаемые с плеча, были выпущены по зафрахтованному авиалайнеру Boeing 757, принадлежащему израильской авиакомпании Arkia Airlines, когда он вылетал из международного аэропорта Момбасы. Чартерная компания Arkia еженедельно выполняла туристические рейсы между Тель-Авивом и Момбасой. Кенийская полиция обнаружила ракетную установку и два ракетных корпуса в районе Чангамве в Момбасе, примерно в 2 км от аэропорта. Пилоты планировали совершить аварийную посадку в Найроби, увидев, как две ракеты пронеслись мимо них, но решили продолжить полет в Израиль. Авиалайнер приземлился в аэропорту Бен-Гурион в Тель-Авиве примерно через пять часов в сопровождении израильских истребителей F-15. После теракта все рейсы из Израиля в Кению были отменены на неопределенный срок.

## Террористы
Шейх Омар Бакри Мохаммед, лидер базирующейся в Лондоне исламской организации «Аль-Мухаджирун», заявил, что в Интернете появились предупреждения о теракте. «Группировки боевиков, сочувствующие «Аль-Каиде», неделю назад предупредили, что на Кению будет совершено нападение, и упомянули израильтян», — сказал он. Первоначально представители израильского правительства отрицали, что такое предупреждение было получено. Но через четыре дня после взрыва бригадный генерал Йосси Купервассер признал, что израильская военная разведка знала об угрозе в Кении, но она была недостаточно конкретной. Бывший глава Моссада Дэнни Ятом занял аналогичную позицию, заявив, что Израиль получил так много предупреждений о терроризме, что их не восприняли всерьез.
В Ливане ранее неизвестная группа под названием «Армия Палестины» заявила, что совершила теракты, и заявила, что хочет, чтобы мир услышал «голос беженцев» в 55-ю годовщину раздела Палестины.
20 декабря 2006 года Салад Али Джелле, министр обороны Переходного федерального правительства Сомали, заявил, что один из подозреваемых, Абу Талха аль-Судан, был лидером Союза исламских судов, сражавшегося против правительственных войск в битве за Байдабо в 2006 году. 14 сентября 2009 года американские войска убили уроженца Кении Салеха Али Салеха Набхана после того, как ракета попала в его машину в районе Бараве, в 250 км к югу от Могадишо. Считается, что Набхан купил пикап, использовавшийся для теракта в 2002 году.
Фазул Абдулла Мохаммед был иностранным лидером джихадистской фундаменталистской группировки «Аш-Шабааб», присягнувшей на верность «Аль-Каиде». Мохаммед был назначен руководителем операций «Аль-Каиды» в Восточной Африке. Он был участником теракта в посольстве США в Найроби в 1998 году и был одним из организаторов теракта в Момбасе. Он расценил атаку как неудачную из-за того, что ракеты не попали в самолет при взлете.
В 2007 году Мохаммед Абдул Малик Баджабу признался в пособничестве взрыву в отеле Paradise. Он был арестован кенийскими властями, а впоследствии был передан властям США, после чего был помещен в тюрьму Гуантанамо без каких-либо официальных обвинений против него. Были еще четыре подозреваемых в нападении, связанных с ячейкой «Аль-Каиды» в Кении, но кенийские прокуроры не смогли с уверенностью установить вину. Они были оправданы за отсутствием улик.
Также высказывались предположения о причастности сомалийской террористической организации, известной как «Аль-Иттихад аль-Исламия» (AИAИ). АИАИ предполагаемо имела связи с «Аль-Каидой». Они надеялись, что, отправив сообщение израильтянам посредством этой атаки, они станут ближе к достижению своей цели по созданию исламского государства в Сомали.
Бывший сотрудник израильской разведки также обвинил Абдуллу Ахмеда Абдуллу, известного как Абу Мохаммед аль-Масри, в организации терактов в Момбасе.

### Мотивы
Считается, что террористическая ячейка «Аль-Каида» стремилась резко снизить активность Израиля на африканском континенте. Два одновременных нападения оказали непосредственное влияние на израильскую туристическую индустрию. Отель Paradise принадлежал израильтянам, который посещали преимущественно израильские отдыхающие. Группировка боевиков «Аш-Шабааб» сосредоточена в Сомали, но из-за слабой охраны границы ее члены часто проникают в Кению. В Кении есть мусульманское меньшинство, которое исторически было отчужденным, и с растущим несогласием с действиями Запада в отношении кенийских границ это позволило растущему числу мусульман-джихадистов проникнуть в Найроби. Мусульманская община в Кении потеряла политическое и экономическое представительство, это привело к нападениям, что заставило их сосредоточить свою лояльность на исламе и Ближнем Востоке, а не на Кении. Это позволило джихадистскому движению закрепиться в Кении, поэтому в теракте участвовали именно кенийские граждане.

## Международная реакция
Сразу после нападений Израиль начал эвакуацию всех израильских граждан в пределах границ Кении. Началась совместная операция США и Израиля по установлению виновных в нападении. Президент Джордж Буш-младший и госсекретарь США Колин Пауэлл, министр иностранных дел Израиля Биньямин Нетаньяху, правительство Кении и министр иностранных дел Великобритании Джек Строу осудили теракт. Совет Безопасности ООН принял резолюцию 1450, осуждающую теракты. Сирия была единственной страной, не подтвердившей резолюцию из-за подразумеваемой возможности прямого вмешательства во внутренние дела пострадавшей страны после террористической атаки. Они также с отвращением отнеслись к неоднократному упоминанию Израиля в резолюции, что противоречило их точке зрения на израильско-палестинский конфликт.

## Расследование
В результате взрыва посольства США в 1998 году и терактов в Момбасе сотрудничество между властями Кении и США существенно укрепилось. Кения, США и Израиль предприняли совместные усилия по задержанию нападавших. Они смогли определить, что за атаками стояли боевики «Аль-Каиды», благодаря сходству между инцидентами в Найроби и Момбасе. Нападавшие использовали заминированные автомобили с местной регистрацией. Для планирования и координации терактов боевики «Аль-Каиды» арендовали дома в богатых районах, чтобы встретиться с террористами-смертниками некенийского происхождения.

## Последствия
В 2003 году западные страны посоветовали всем своим гражданам отказаться от посещения Кении из-за террористической угрозы. Это негативно повлияло на экономику Кении, которая в основном базировалась на индустрии туризма. После предупреждений и приостановки рейсов British Airways в Найроби кенийская экономика начала терять почти 130 миллионов долларов в неделю.